# Casino du Val-André
Le casino du Val-André est un casino de style modern'swing à Pléneuf-Val-André en Bretagne, créé en 1934 par les architectes Adolphe Le Gouëllec et Frédéric Petit. Il appartient au Groupe Partouche. 
Le casino du Val-André se situe au niveau du milieu de la plage principale de la station balnéaire. Son emplacement unique face à la mer, ses terrasses et son restaurant panoramique, orientés à l'ouest, en font un lieu incomparable, particulièrement au coucher du soleil sur l'horizon.

## Histoire
En 1880, Charles Cotard, fondateur de la station balnéaire du Val-André, crée, dès la naissance de la station, un premier casino dans la rue qui porte aujourd'hui son nom. 
Très rapidement, face à l'essor de la station, la construction d'un nouveau casino plus grand et plus moderne est envisagée. Le projet est confié à deux architectes (Le Gouëllec et Petit), et le nouveau casino est inauguré le 14 juillet 1934, à 10 heures 30, sous le vocable de casino la Rotonde. 
Dans la grande salle du premier étage, où était installé un grand café avec bar, les invités, au nombre de 400 environ, pouvaient alors voir par les grandes baies un navire de guerre arrivé le matin même, le contre-torpilleur Maillé Brézé, qui a alors salué la terre par une salve de coups de canon. Le maire se rendit au port avec le conseil municipal pour accueillir les officiers et les conduire à la Rotonde, où leur entrée se fit au son de la Marseillaise jouée par l’orchestre du casino.

## Caractéristiques
L'architecture modern'swing évoque un paquebot : une grande cheminée centrale et, de part et d'autre, des ponts.
- Un théâtre pouvant recevoir jusqu'à 472 personnes, dans lequel est organisée chaque année une saison théâtrale allant de novembre à mai et, ponctuellement, des spectacles d'artistes connus, comme plus récemment Laurent Gerra, Franck Dubosc, Stéphane Rousseau, Laurent Ruquier, Anne Roumanoff, Jean-Luc Lemoine, Michael Gregorio, Thomas Fersen, Émilie Simon, Billy Paul, Linda Hopkins, Francis Lalanne, Bernard Mabille, Greg Zlap…
La salle est aussi utilisée comme cinéma équipé d'une cabine de projection entièrement numérique (son & images) ayant été rénovée en 1994.
- Un bar avec terrasse donnant sur la grande plage du Val André
- Un restaurant la Rotonde à l'étage avec vue panoramique

## Jeux proposés
- 75 machines à sous
- 11 postes mixtes de roulette anglaise électronique et black-jack électronique
- 2 tables de blackJack
- 11 postes de black jack électronique

### Sites officiels
- Site officiel du casino du Val-André
- Site officiel du Groupe Partouche